# Front Line Assembly
Pour les articles homonymes, voir FLA.
Front Line Assembly [fɹʌnt laɪn əˈsɛmbli] ou FLA, aussi typographié Frontline Assembly selon les albums, est un groupe canadien de musique électronique, originaire de Vancouver, en Colombie-Britannique. Il est composé de Bill Leeb et Rhys Fulber. Son style musical, à la croisée de l'electronic body music, de l'indus et de la techno, est caractéristique du genre électro-industriel, dont il est l'un des fondateurs.

## Biographie

### Origines et formation (1985–1986)
Front Line Assembly est formé à Vancouver, en Colombie-Britannique, en 1986 par Bill Leeb, après son départ de Skinny Puppy (dans lequel il jouait sous le nom de Wilhelm Schroeder). Leeb s'est formé lui-même au synthétiseur et aux chœurs au sein du groupe,. Il participe aussi à leur tournée en 1985. N'étant pas prêt pour une autre tournée, Leeb quitte Skinny Puppy au début de 1986.
Ayant développé une certaine maitrise instrumentale, connaissant un peu l'industrie du disque, et souhaitant également se perfectionner au chant, Leeb décide de former son propre groupe,. Leeb décide de baptiser ce projet Front Line Assembly, un nom qui reflète le travail commun. Leeb commence à produire une cassette démo, intitulée Nerve War. Ses contacts qu'il avait avec Skinny Puppy mènent à des offres contractuelles de la part des deux premiers labels auxquels il avait envoyé ses cassettes.

### Débuts (1987–1989)
La première contribution de Front Line Assembly s'effectue avec la chanson Aggression sur la compilation For Your Ears Only, publiée en 1987 sur le label indépendant britannique Third Mind Records. Après avoir sorti les deux démos Nerve War et Total Terror, Leeb est rejoint par Michael Balch et leur premier album, The Initial Command, sort en 1987 sur le label belge KK Records, album marqué par les influences industrielles de Skinny Puppy et par l'EBM de Front 242. Rhys Fulber, qui avait déjà commencé à contribuer au groupe, rejoint bientôt Front Line Assembly en tant que membre occasionnel. L'album suivant, State of Mind, signé par Third Mind Records en 1988, est le premier à faire l'objet d'une sortie mondiale. Le groupe enrichit sa musique, préservant un équilibre entre la tentation dancefloor à laquelle succombent les groupes EBM, et l'expérimentation bruitiste de la scène industrielle.
En 1989, Michael Balch quitte Front Line Assembly pour rejoindre Ministry, et est remplacé définitivement par Rhys Fulber. L'album Gashed Senses and Crossfire sort en 1989, et le morceau Digital Tension Dementia retient l'attention d'un grand nombre de DJs et d'amateurs de musique underground, par son côté irrésistiblement dansant. Digital Tension Dementia atteint la 45e place des Billboard Hot Dance Club Songs. C'est également à cette époque que les membres s'investissent dans les premiers projets parallèles : Delerium, un projet de Leeb et Fulber permettant l'expression de facettes beaucoup plus éthérées de leur musique, et Noise Unit, initié comme une collaboration de Leeb avec Marc Verhaegen, de Klinik. Front Line Assembly sera désormais un résident régulier du label Wax Trax! Records, qui accueille tous les grands noms de l'électro-industriel et du metal industriel.
En soutien à leur album, le groupe, aux côtés de Fulber comme percussionniste, tourne pour la première fois en Europe et en Amérique du Nord. Cependant, lors d'un concert à Londres en juillet 1989, leur premier album live, intitulé Live, est enregistré dans des conditions défavorables. Les réactions du public n'étaient pas celles attendues. Pour Balch, c'est aussi la dernière tournée avec Front Line Assembly, depuis son départ pour rejoindre Ministry et Revolting Cocks.

### Popularité grandissante (1990–1996)
Fulber se joint officiellement à Leeb après le départ de Balch,. Les deux musiciens partageaient le même engouement pour la musique électronique. Le duo travaille sur l'album Caustic Grip pendant la première moitié de 1990. Accompagné de deux singles en 1990, Iceolate et Provision, l'album devient un incontournable de la scène musicale industrielle ainsi qu'un classique des clubs gothiques et industriels, offrant une musique électronique à la fois dansante, complexe et hautement élaborée. Le fourmillement des projets parallèles se poursuit avec l'apparition de Cyberaktif, réunissant Bill Leeb, CEvin Key et Dwayne Goettel (les deux derniers venant de Skinny Puppy), et une participation de Blixa Bargeld, d'Einstürzende Neubauten ; Will, collaboration de Rhys Fulber avec un futur membre du groupe, Chris Peterson, ainsi que John McRae ; Intermix, un projet plus orienté techno/house que Front Line Assembly. Le magazine britannique Melody Maker nomme les singles « singles de la semaine », et le clip de la chanson Iceolate est diffusé sur MTV.
1992 voit la sortie de Tactical Neural Implant, qui s'empare de la thématique cyberpunk, explorant un son toujours plus électronique, plus technoïde que sur Caustic Grip, pour devenir l'un des albums archétypaux de l'électro-industriel, l'un des plus appréciés du groupe. À la suite de sa sortie, Leeb et Fulber se consacrent à nouveau à leurs projets parallèles, remixent pour d'autres artistes, et mûrissent l'évolution suivante. La sortie en 1994 de Millennium chez Roadrunner Records marque une nouvelle évolution radicale du son de Front Line Assembly, digérant les influences de Nine Inch Nails, Ministry ou Devin Townsend. Construit autour de lourds riffs de guitare samplés (originellement de Pantera, Metallica et Sepultura) sur lesquels viennent se rajouter les nappes et beats électroniques qui font le son propre du groupe, l'album déconcerte les fans, mais reçoit un succès mérité.
La thématique cyberpunk resurgit en 1995 avec Hard Wired, sorti chez Off Beat, qui fait en quelque sorte la synthèse entre les sons de Tactical Neural Implant et Millennium. Cet album, meilleure vente de la carrière du groupe,, est suivi d'une tournée mondiale qui donne lieu à la sortie d'un album live, Live Wired, et d'une vidéo du même nom. La période qui suit est active sur le front des remixes (notamment les Remix Wars avec Die Krupps), et des projets parallèles : c'est la naissance du projet Conjure One de Rhys Fulber, et des projets Equinox et Pro>Tech de Bill Leeb.

### Retour aux sons électroniques (1997–2002)
Rhys Fulber quitte Front Line Assembly pour s'occuper de son projet et des parties électroniques de Fear Factory, avec lesquels il collaborait déjà sur leur album Demanufacture. Bill Leeb le remplace par Chris Peterson, pour accoucher d'un album qui marque un nouveau développement dans le son du groupe : [FLA]vour of the Weak, sorti en 1997 digère cette fois les influences de la trance et de l'electronica, ouvrant une nouvelle voie pour la musique industrielle. Il est suivi rapidement par un album de remixes, Re-Wind (1998), puis par Implode en 1999, un album explorant plus les voies de la complexité et de la richesse du son que celles de la nouveauté. Pendant ce temps, le projet de Bill Leeb, Delerium, prend de plus en plus d'ampleur, au point d'éclipser peu à peu la popularité de FLA, tout d'abord avec Semantic Spaces en 1994, puis avec Karma en 1997, l'album de l'explosion, qui va jusqu'à bénéficier des faveurs du grand public.
Epitaph sort en 2001 dans un climat de rumeurs de séparation, Bill Leeb se consacrant de plus en plus à Delerium. C'est un album réunissant le son typique de Front Line Assembly assorti d'influences venues de Delerium. Malgré l'importance de plus en plus grande prise par ce dernier projet, Leeb et Fulber se retrouvent en 2003, sans Peterson, pour produire Civilization, un album qui, s'il ne possède pas le côté novateur de nombreux autres albums du groupe, n'en reste pas moins efficace et dans la lignée de ses travaux.

### Artificial Soldieret autres (2003–2011)
Finalement, le trio Leeb/Fulber/Peterson se reforme et sort Artifical Soldier en 2006. Cet album marque un véritable retour du groupe aux sources de l'électro-industriel, son genre de prédilection, et fait oublier Civilization que beaucoup de fans n'ont pas apprécié. Malheureusement, la tournée se termine prématurément à la suite d'un différend avec la société fournissant le bus. Le groupe doit alors officiellement annoncer son retour à Vancouver après avoir effectué plus ou moins la moitié de la tournée.
Durant l'année 2007 sort un album de remixes intitulé Fallout dont la majorité des morceaux provient de Artificial Soldier : ce n'est pas là leur premier essai puisqu'ils avaient déjà effectué cela avec [FLA]vour of the Weak et son pendant Re-Wind. À côté des remixes effectués par le groupe lui-même ou par d'autres groupes (Combichrist, Covenant), on trouve également trois morceaux inédits enregistrés durant la production de Artificial Soldier mais qui n'avaient finalement pas été inclus sur ce dernier.
En 2010, Front Line Assembly, avec les nouveaux membres Jeremy Inkel et Jared Slingerland, publie deux nouveaux singles, Shifting Through the Lens et Angriff, et un album, Improvised Electronic Device. Ce dernier permet au groupe de renouer quelque peu avec les influences metal de Millennium et Hard Wired, non sans oublier ses sonorités typiques.

### Retour aux racines électroniques (depuis 2012)
Ayant intégré de la guitare dans leur son depuis les années 1980, FLA revient en 2012 pour un son plus électronique. Ce changement de style musical est notable dans la bande-son du jeu vidéo AirMech à la fin de 2012. Il est suivi par la sortie de l'album Echogenetic. Echogenetic est bien accueilli par la presse spécialisée, notamment par ses influences dubstep, et atteint les classements américains et en Allemagne. En Allemagne, il est publié en mai 2014 sous le titre Echoes.
Peu après la sortie de Echogenetic, le groupe tourne en Europe et en Amérique du Nord. En août 2013, Front Line Assembly joue des dates en Russie, en Allemagne, en Hongrie, en République tchèque et au Royaume-Uni. Ils continuent leur tournée en Europe en juin 2014, dans des pays comme la Slovaquie, la République tchèque, la Suède, la Finlande et la France, cette fois en soutien à Echoes. Rhys Fulber se joint à la dernière partie de leur tournée européenne en octobre et novembre 2014 en Pologne et en Allemagne, où ils jouent en compagnie de l'orchestre philharmonique de Leipzig, une première pour le groupe.
En novembre 2015, le groupe joue pour la première fois à Mexico, en soutien au groupe électro-industriel local Hocico, et un concert à Guadalajara aux côtés du groupe canadien Decoded Feedback.
Le 13 janvier 2018, Jeremy Inkel, membre du groupe depuis 2005, décède des suites de complications liées à de l'asthme.
La bande son du jeu vidéo WarMech, composée par le groupe, paraît au mois de juin.
Le 8 février 2019, Front Line Assembly fait paraître Wake Up the Coma, premier album studio depuis Echogenetic six ans auparavant. Y figurent en tant qu'invités Robert Görl (moitié du duo Deutsch-Amerikanische Freundschaft, Jimmy Urine (de Mindless Self Indulgence), Nick Holmes (de Paradise Lost), et Chris Connelly.
Le 15 janvier 2021 voit la parution de Mechanical Soul, 17e album de Front Line Assembly. Jean-Luc De Meyer (de Front 242) et Dino Cazares (de Fear Factory) figurent parmi les invités.

## Membres

### Membres actuels
- Bill Leeb
- Rhys Fulber
- Jason Bazinet
- Jeff Swearengin

### Anciens membres
- Michael Balch
- Chris Peterson
- Jeremy Inkel (décédé)
- Jared Slingerland
- Adrian White
- Jed Simon

## Discographie

### Albums studio
- 1986 : Nerve War (cassette démo)
- 1986 : Total Terror (cassette démo, ré-éditée sous le nom de Complete Total Terror en 2004)
- 1987 : The Initial Command
- 1987 : State of Mind
- 1989 : Gashed Senses and Crossfire
- 1990 : Caustic Grip
- 1992 : Tactical Neural Implant
- 1994 : Millennium
- 1995 : Hard Wired
- 1997 : FLAvour of the Weak
- 1999 : Implode
- 2001 : Epitaph
- 2004 : Civilization
- 2006 : Artificial Soldier
- 2010 : Improvised Electronic Device
- 2012 : AirMech
- 2013 : Echogenetic
- 2014 : Echoes
- 2018 : WarMech
- 2019 : Wake Up the Coma
- 2021 : Mechanical Soul

### Remixes et collections
- 1988 : Convergence (ré-édité sous le nom de Corroded Disorder)
- 1997 : Reclamation
- 1998 : Re-Wind
- 1998 : Monument
- 2003 : Explosion
- 2007 : Fallout
- 2007 : Millennium Bonus Disc (vendu avec la version remasterisée de Millenium)

### Albums live
- 1989 : Live (live enregistré durant la tournée Gashed Senses and Crossfire)
- 1996 : Live Wired (live enregistré durant la tounée Hard Wired)

### Singles et maxis
- Corrosion (1988)
- Digital Tension Dementia (1988)
- Disorder (1988)
- No Limit (1989)
- Iceolate (1990)
- Provision (1990)
- Virus (1990)
- Mindphaser (1992)
- The Blade (1992)
- Circuitry (1995)
- Surface Patterns (1995)
- Plasticity (1996)
- Colombian Necktie (1997)
- Comatose (1998)
- Fatalist (1999)
- Prophecy (1999)
- Everything Must Perish (2001)
- Maniacal (2003)
- Vanished (2004)
- Shifting Through the Lens (2010)
- Angriff (2010) à noter que ce maxi n'est actuellement pas disponible a la vente, car uniquement proposé sur les stands durant la tournée 2010.

### Vidéos et clips
- Live Wired (VHS, 1996)
- Kampfbereit (DVD, 2015)

## Projets parallèles
- Blackland : Projet principal de Michael Balch[25].
- Cyberaktif : Collaboration entre Bill Leeb, Cevin Key et Dwayne Goettel (tous deux membres de Skinny Puppy), avec une apparition de Blixa Bargeld (Einstürzende Neubauten)[26].
- Equinox : Projet drum and bass de Bill Leeb et Chris Peterson[27].
- Intermix : Projet techno de Bill Leeb et Rhys Fulber[28].
- Noise Unit : Projet débuté comme une collaboration techno-indus de Bill Leeb avec Marc Verhaegen (Klinik), il a également compté Rhys Fulber, une collaboration avec Haujobb, ainsi que Chris Peterson.
- Pro>Tech : Projet dark electro de Bill Leeb et Chris Peterson, à mi-chemin entre les sons de FLA et d'Equinox[29].
- Synæsthesia : Projet ambient tribal de Bill Leeb et Rhys Fulber, dans la continuité des débuts de Delerium[30].
- Will : Projet electro-médiéval de Rhys Fulber, Chris Peterson et John McRae, avec la collaboration de Jeff Stoddard et Michael Balch[31].